# Galaretka

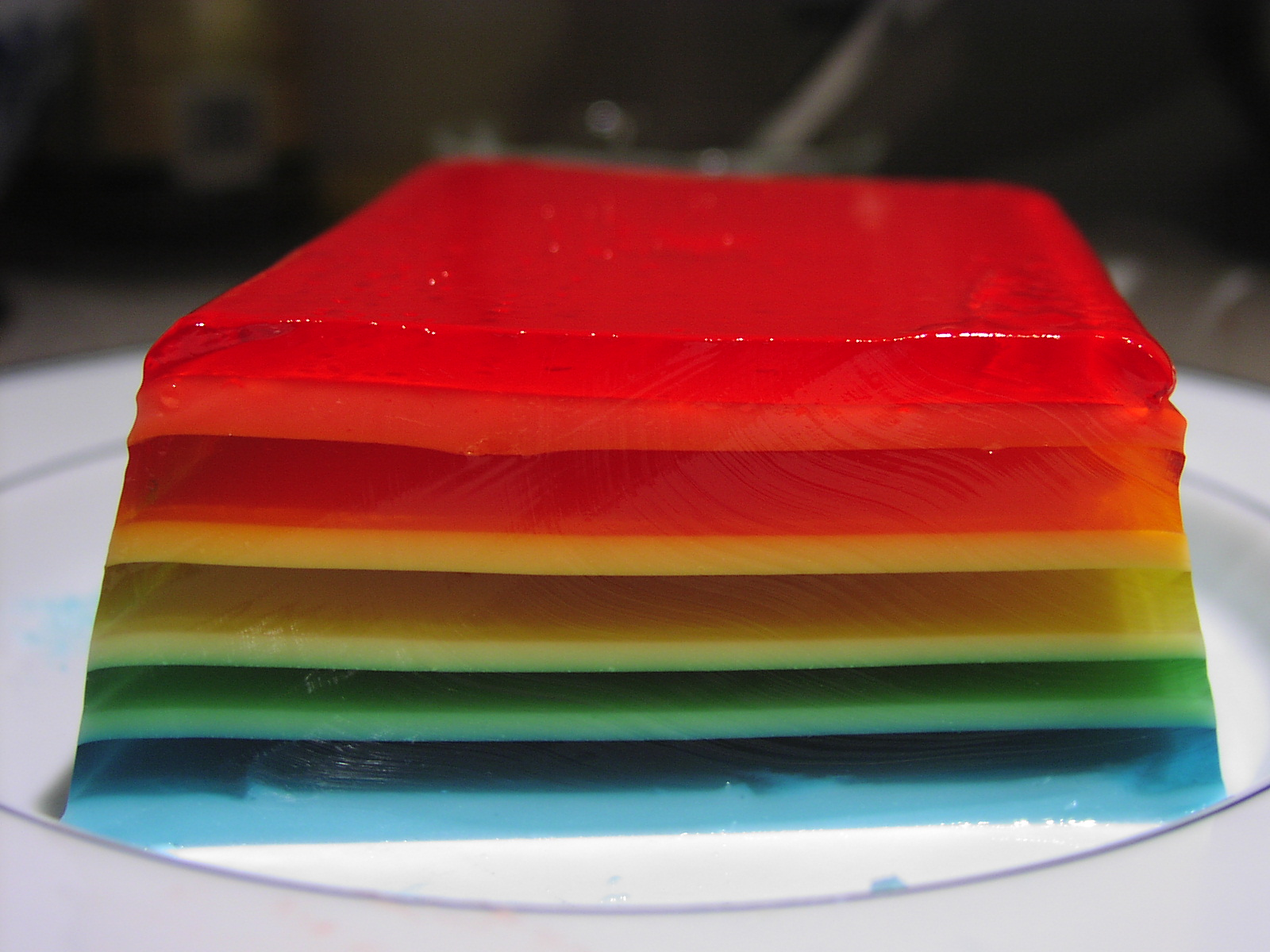
Deser z różnokolorowych galaretek

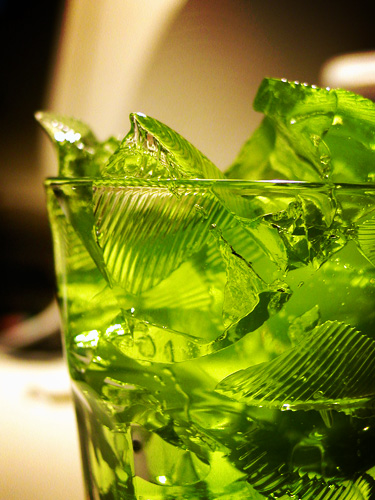
Galaretka

Galaretka – wyrób spożywczy o galaretowatej konsystencji, powstały dzięki właściwościom żelującym dodatków – żelatyny, pektyny lub agaru. Podawany zawsze na zimno, gdyż pod wpływem wysokiej temperatury galaretka upłynnia się. Skrobia, jako zagęstnik zastępujący żelatynę, nie ma pożądanych właściwości – produkt nią zagęszczony traci przezroczystość, która jest podstawową cechą estetyczną galaretki.
Galaretki dzielą się na słodkie i słone.

## Galaretka słodka
Galaretki słodkie są zazwyczaj wytwarzane na bazie soków lub aromatów owocowych. Podawane są jako deser, z dodatkiem np. bitej śmietany czy bakalii, są także elementem dekoracyjnym ciast – stanowią najczęściej górną warstwę ciast biszkoptowych z kremem. Galaretki owocowe zaliczane są do grupy przetworów owocowych.
Dostępne w sprzedaży półprodukty o nazwie „galaretka” to zazwyczaj mieszanka żelatyny (obecnie najczęściej wieprzowej), barwników i aromatów oraz cukru. Aby przygotować taką galaretkę należy rozpuścić proszek w podanej na opakowaniu ilości gorącej wody, całość dokładnie wymieszać i ostudzić.
Niektóre owoce, np. czerwona porzeczka i pewne odmiany jabłek, zawierają znaczną ilość pektyny – sok takich owoców w naturalny sposób ulega zżelowaniu, choć nie zawsze konsystencja takiej galaretki jest wystarczająco stała.
Niektóre owoce zawierają enzymy z grupy peptydaz rozkładające białka (zatem także te, które są istotą żelatyn), np. aktynidinę, bromelinę lub papainę; z tych powodów galaretki żelatynowe z dodatkiem surowej papai, ananasa lub kiwi nie tężeją. Zapobiec można temu stosując owoce uprzednio pozbawione tych enzymów, np. ananasy z puszki, albo neutralizując te enzymy przez kilkuminutowe zagotowanie owoców, albo też przez użycie wody, w której zagotowano papryczkę chili (występująca w niej kapsaicyna likwiduje te enzymy). Innym sposobem jest użycie do sporządzenia galaretki surowca niezawierającego białka, np. karagenu.
Zobacz też: panna cotta.

## Galaretka słona

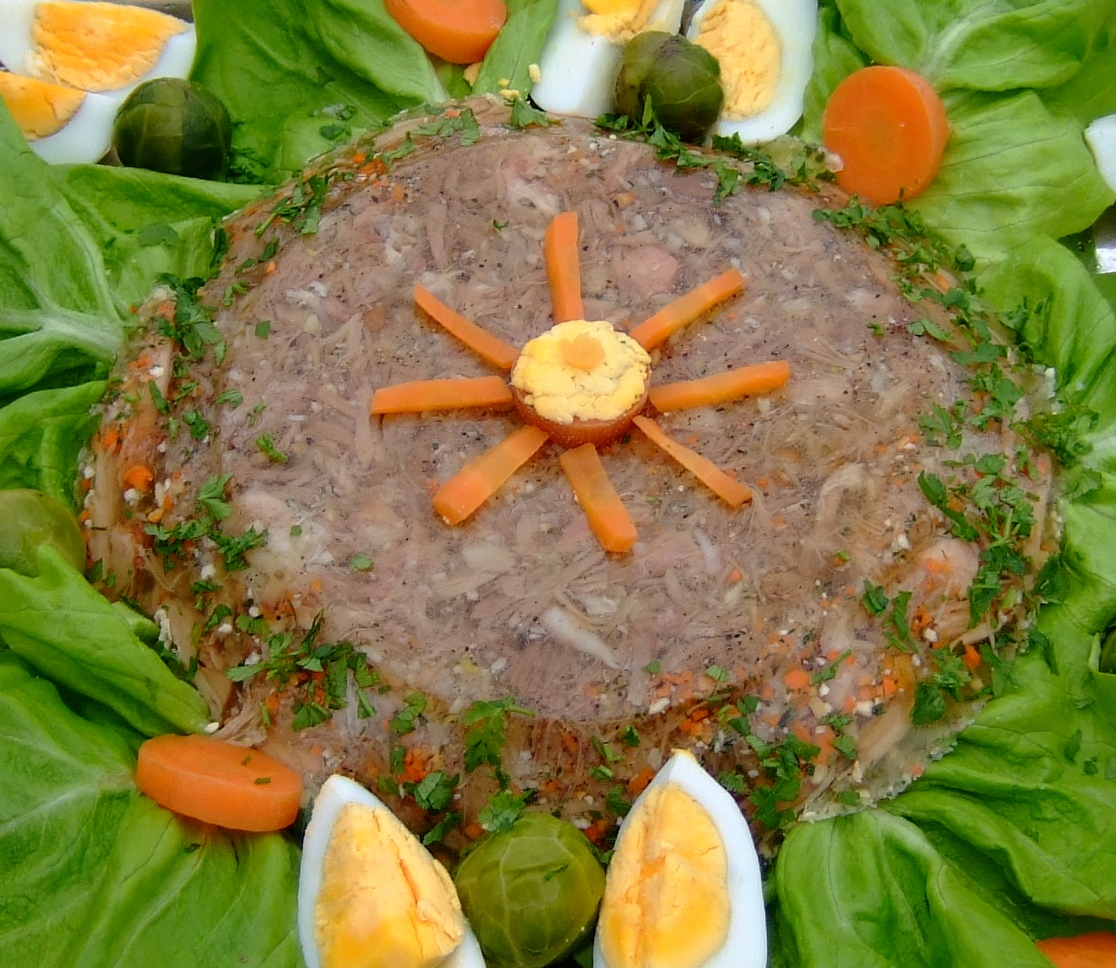
Słona galaretka z mięsem

Galaretka słona, zwana inaczej auszpikiem (a w Wielkopolsce galartem), to potrawa przygotowywana z wywaru mięsnego, rybnego lub warzywnego z dodatkiem żelatyny. W galarecie podaje się mięsa lub rybę, także jajka lub warzywa, przy pomocy galaretki garniruje się też potrawy garmażeryjne. Naturalną galaretką są tzw. „zimne nóżki” – długo gotowane z przyprawami, a następnie zastudzone nogi wieprzowe, zawierające duże ilości żelatyny.

## Ograniczenia w spożywaniu żelatyny
Po nagłośnieniu pod koniec lat 90. XX wieku przez media sprawy choroby szalonych krów, społeczeństwo zaczęło przejawiać niechęć do żelatyny, którą jakoby produkowano częściowo z organów zwierzęcych mogących zawierać śmiercionośne priony. Praktycznie wycofano wtedy z handlu żelatynę wołową, a na większości opakowań z galaretką na bazie żelatyny lub samą żelatyną widnieje odtąd wzmianka o tym, że produkt zawiera żelatynę wieprzową. Mimo tego wielu ludzi nadal nie spożywa żelatyny, nie wierząc w zapewnienia producentów, że nie używają oni surowców bydlęcych. Istnieją również obawy, że także żelatyna wieprzowa może być czynnikiem zakaźnym nieznanych chorób prionowych.
Żelatyna, jako produkt pochodzący z uboju, nie jest spożywana przez wegetarian. Używają oni w zamian produktów z roślinną pektyną lub agarem.